# مرقد الله أباد
مرقد الله أباد (بالفارسية: امامزاده الله‌آباد) هو مرقد شيعي تاريخي يعود إلى الدولة القاجارية، ويقع في مقاطعة بردسكن، قرية الله أباد.